# 3058 Delmary
3058 Delmary (1981 EO17) là một tiểu hành tinh vành đai chính được phát hiện ngày 1 tháng 3 năm 1981 bởi Schelte J. Bus ở Siding Spring.